# Лоюэк
Лоюэ́к (фр. Lohuec, брет. Lohueg) — коммуна во Франции, находится в регионе Бретань. Департамент — Кот-д’Армор. Входит в состав кантона Каллак. Округ коммуны — Генган.
Код INSEE коммуны — 22132.

## География
Коммуна расположена приблизительно в 440 км к западу от Парижа, в 145 км западнее Ренна, в 60 км к западу от Сен-Бриё.

## Население
Население коммуны на 2016 год составляло 262 человека.
| 1962 | 1968 | 1975 | 1982 | 1990 | 1999 | 2008 | 2016 |
| ---- | ---- | ---- | ---- | ---- | ---- | ---- | ---- |
| 418  | 493  | 453  | 372  | 298  | 259  | 273  | 262  |

## Экономика
В 2007 году среди 164 человек в трудоспособном возрасте (15—64 лет) 104 были экономически активными, 60 — неактивными (показатель активности — 63,4 %, в 1999 году было 69,1 %). Из 104 активных работали 95 человек (53 мужчины и 42 женщины), безработных было 9 (4 мужчины и 5 женщин). Среди 60 неактивных 10 человек были учениками или студентами, 32 — пенсионерами, 18 были неактивными по другим причинам.

## Достопримечательности
- Церковь Сен-Жюдос (XVI век). Исторический памятник с 1926 года[3]
  - Бронзовый колокол (1634 год). Диаметр — 85 см. Исторический памятник с 1942 года[4]
  - Статуя «Мадонна с младенцем» (XVI век). Высота — 150 см. Исторический памятник с 1971 года[5]
- Крытый проход (эпоха неолита). Исторический памятник с 1964 года[6]

## Фотогалерея
- Церковь Сен-Жюдос
- Крытый проход
- Крытый проход
- Карта коммуны